# Wahlbezirk Österreich unter der Enns 28
Der Wahlbezirk Österreich unter der Enns 28 war ein Wahlkreis für die Wahlen zum Abgeordnetenhaus im österreichischen Kronland Österreich unter der Enns. Der Wahlbezirk wurde 1907 mit der Einführung der Reichsratswahlordnung geschaffen und bestand bis zum Zusammenbruch der Habsburgermonarchie.

## Geschichte
Nachdem der Reichsrat im Herbst 1906 das allgemeine, gleiche, geheime und direkte Männerwahlrecht beschlossen hatte, wurde mit 26. Jänner 1907 die große Wahlrechtsreform durch Sanktionierung von Kaiser Franz Joseph I. gültig. Mit der neuen Reichsratswahlordnung schuf man insgesamt 516 Wahlbezirke, wobei mit Ausnahme Galiziens in jedem Wahlbezirk ein Abgeordneter im Zuge der Reichsratswahl gewählt wurde. Der Abgeordnete musste sich dabei im ersten Wahlgang oder in einer Stichwahl mit absoluter Mehrheit durchsetzen. Der Wahlkreis Österreich unter der Enns 28 umfasste den 17. Wiener Gemeindebezirk Hernals.
Aus der Reichsratswahl 1907 ging Leopold Kunschak (Christlichsoziale Partei) als Sieger hervor. Er konnte sein Mandat bei der Reichsratswahl 1911 nicht verteidigen und unterlag dem Sozialdemokraten Karl Volkert in der Stichwahl.

## Wahlergebnisse
Die Darstellung der Wahlergebnisse orientiert sich an den von der k .k. Statistischen Zentralkommission herausgegebenen Zahlen, die auf die Parteistellung der Kandidaten fokussiert sind. Teilweise wurden dabei Kandidaten gleicher Parteistellung separat dargestellt, teilweise zusammengerechnet. Daher können die angegebenen Zahlen für die Kandidaten im ersten Wahlgang auch (geringe) Stimmen anderer Kandidaten gleicher Parteistellung enthalten.

### Reichsratswahl 1907
Die Reichsratswahl 1907 wurde am 14. Mai 1907 (erster Wahlgang) durchgeführt. Die Stichwahl entfiel auf Grund der absoluten Mehrheit von Leopold Kunschak im ersten Wahlgang.
| Kandidat                                                                       | Partei                                   | Wahlkreis- stimmen | Stimmen- anteil |
| ------------------------------------------------------------------------------ | ---------------------------------------- | ------------------ | --------------- |
| Leopold Kunschak                                                               | Christlichsoziale Partei                 | 9344               | 52,1 %          |
| Karl Höger                                                                     | Sozialdemokratische Arbeiterpartei       | 7827               | 43,6 %          |
|                                                                                | deutsch-nationale/alldeutsche Kandidaten | 430                | 2,4 %           |
|                                                                                | tschechischer Kandidat                   | 249                | 1,4 %           |
| Sonstige                                                                       |                                          | 96                 | 0,5 %           |
| Wahlberechtigte: 20.117, Ungültige/Leere Stimmen: 449, Wahlbeteiligung: 91,4 % |                                          |                    |                 |

### Reichsratswahl 1911
Die Reichsratswahl 1911 wurde am 13. Juni 1911 (erster Wahlgang) sowie am 20. Juni 1911 (Stichwahl) durchgeführt.

#### Erster Wahlgang
| Kandidat                                                                        | Partei                                       | Wahlkreis- stimmen | Stimmen- anteil |
| ------------------------------------------------------------------------------- | -------------------------------------------- | ------------------ | --------------- |
| Leopold Kunschak                                                                | Christlichsoziale Partei                     | 7779               | 43,8 %          |
| Karl Volkert                                                                    | Sozialdemokratische Arbeiterpartei           | 7685               | 43,3 %          |
| Rudolf Sternadt                                                                 | deutsch-nationaler Kandidat                  | 1100               | 6,2 %           |
| Andreas Ruschka                                                                 | Kandidat des gewerblichen Zentralausschusses | 434                | 2,4 %           |
| Wladislaw Tvaruzek                                                              | tschechisch-nationaler Kandidat              | 346                | 1,9 %           |
| Alexander von Dorn                                                              | deutsch-freiheitlicher Kandidat              | 127                | 0,7 %           |
| Schweiger                                                                       | Christlichsozialer Kandidat                  | 56                 | 0,3 %           |
| Sonstige                                                                        |                                              | 229                | 1,3 %           |
| Wahlberechtigte: 20.968, Ungültige/Leere Stimmen: 1100, Wahlbeteiligung: 89,9 % |                                              |                    |                 |

#### Stichwahl
| Kandidat                                                                 | Partei                             | Wahlkreis- stimmen | Stimmen- anteil |
| ------------------------------------------------------------------------ | ---------------------------------- | ------------------ | --------------- |
| Karl Volkert                                                             | Sozialdemokratische Arbeiterpartei | 9637               | 53,9 %          |
| Leopold Kunschak                                                         | Christlichsoziale Partei           | 8227               | 46,1 %          |
| Wahlberechtigte: 20.968, Ungültige Stimmen: 860, Wahlbeteiligung: 89,3 % |                                    |                    |                 |